# Pararrhynchium ishigakiensis
Pararrhynchium ishigakiensis är en stekelart som först beskrevs av Yas. 1933.  Pararrhynchium ishigakiensis ingår i släktet Pararrhynchium och familjen Eumenidae. Inga underarter finns listade i Catalogue of Life.